# Chiesa di San Michele (Atessa)
La chiesa di San Michele si trova nell'omonimo quartiere di Atessa, uno dei due nuclei originari dell'abitato della città.

## Storia

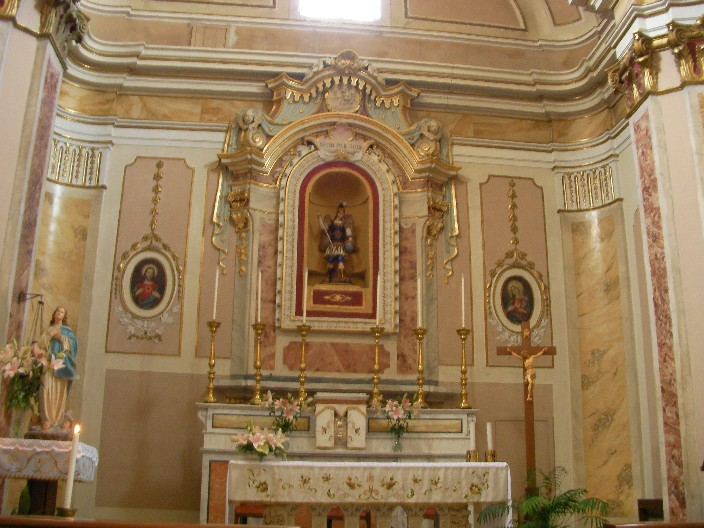
Il presbiterio

Gli storici fanno risalire l'esistenza della chiesa già nel VII secolo, pertanto una delle più antiche della città. A testimoniarlo non ci sono fonti documentarie ma un'epigrafe situata all'interno dell'edificio.
Sul finire del XVIII secolo fu oggetto di un rifacimento totale, che le conferì l'odierno aspetto, ad opera di don Giacomo Flocco.
Un ulteriore intervento fu eseguito nel 1876, come testimoniato da un'iscrizione presente nella facciata. Nel 1844, secondo le fonti bibliografiche, venne edificato il campanile, parzialmente distrutto successivamente durante la Seconda guerra mondiale, a causa dei bombardamenti; venne restaurato poi nel 1947.

## Descrizione

### Esterno
La facciata è incorniciata ai lati da coppie di paraste giganti terminanti con capitelli corinzi, concludendo con una trabeazione piana sormontata da balaustra. La superficie del muro è lavorata con fasce di bugnato liscio orizzontali. Il portale architravato è sovrastato da un timpano triangolare. Al centro della facciata vi è una lapide dove sono scolpiti a bassorilievo una spada, una corazza e una bilancia, le figure simboliche di San Michele, sopra la quale si trova una finestra arcuata.
Il campanile, che fiancheggia la chiesa, è a pianta quadrata tripartito orizzontalmente da semplici cornici. 
L'ultimo piano presenta quattro lesene con capitelli corinzi.

### Interno
L'interno, in stile tardo-barocco, è rivestito interamente di stucchi e intonaci. Le pareti laterali presentano semipilastri che sorreggono un'aggettante trabeazione per tutto il perimetro della chiesa. La seconda campata possiede una calotta emisferica che posa su pennacchi decorati con figure angeliche di stucco.
Su muro destro del presbiterio si trova una lapide con incisioni in caratteri gotici non ancora decifrate.
La volta ha pitture novecentesche della ditta Bravo di Atessa, presso la volta dell'altare maggiore vi è il dipinto copia del San Michele di Guido Reni. L'altare maggiore ha una nicchia con una statua di bottega locale di San Michele che combatte il Demonio, lateralmente vi dono due medaglioni a stucco. Gli altari laterali hanno dipinti della ditta Bravo; le ultime due cappelle pressi l'altare maggiore sono di famiglie nobili atessane, tra cui i Falcucci che hanno commissionato un dipinto della Madonna col Bambino e San Giuseppe adorante, di bottega locale, datato 1793.

## Galleria d'immagini

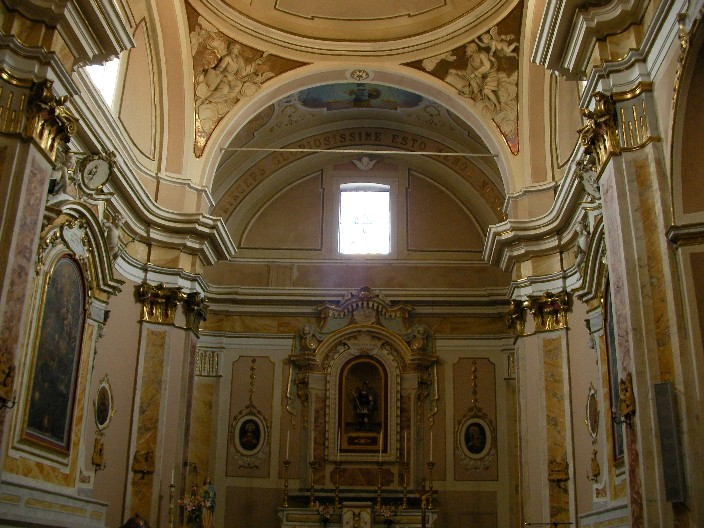
L'interno
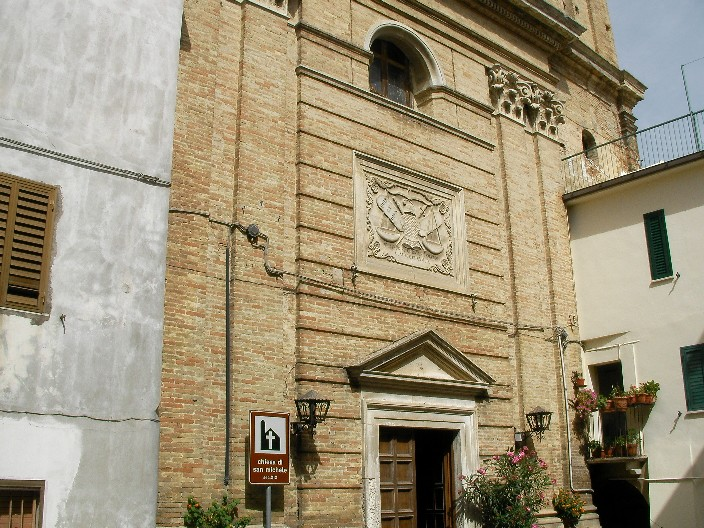
La facciata
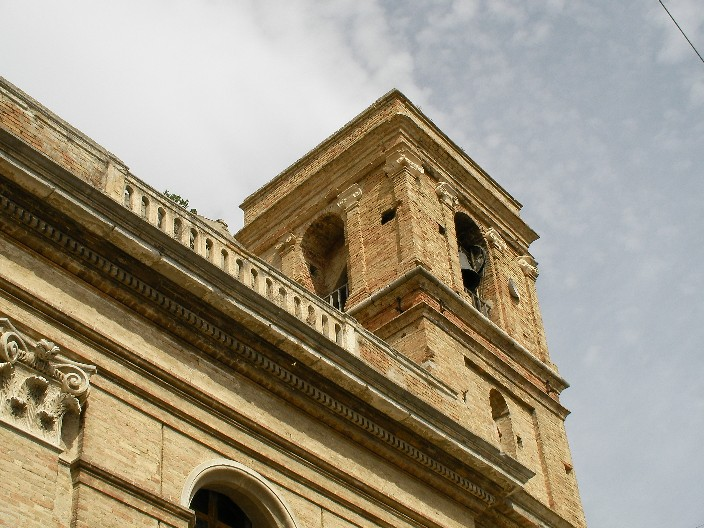
Il campanile
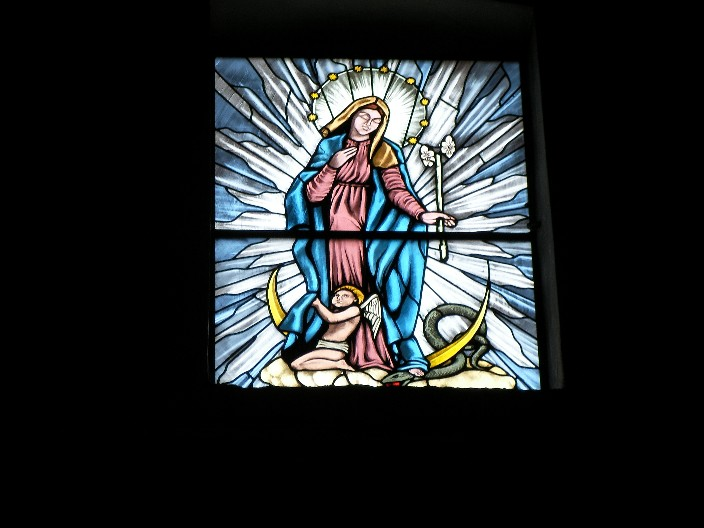
La vetrata che sovrasta l'altare

## Fonti
- Sangroaventino.it[collegamento interrotto].